# Leszek Grüm
Leszek Andrzej Grüm (ur. 1935, zm. 9 stycznia 2021) – polski biolog, prof. dr hab.

## Życiorys
Obronił pracę doktorską, następnie uzyskał stopień doktora habilitowanego. 12 maja 1992 nadano mu tytuł profesora w zakresie nauk przyrodniczych. Pracował w Centrum Badań Ekologicznych Polskiej Akademii Nauk, oraz na Wydziale Filozofii Chrześcijańskiej Uniwersytetu Kardynała Stefana Wyszyńskiego.
Był członkiem Komitetu Ekologii na II Wydziale – Nauk Biologicznych Polskiej Akademii Nauk.
Mąż Gabrieli Bujalskiej-Grüm.
Zmarł 9 stycznia 2021.